# Товариш генерал
«Товариш генерал» (рос. «Товарищ генерал») — радянський художній фільм режисера Теодора Вульфович, знятий на кіностудії «Мосфільм» за мотивами однойменної повісті Марка Колосова у 1973 році.

## Сюжет
Головний герой фільму, генерал Капітонов — збірний образ воєначальника, що воював на найважчих ділянках фронту з самого початку війни (основний прообраз — генерал-лейтенант Ф. М. Харитонов). Його противник протягом декількох років — талановитий стратег генерал фон Лейнц (прообраз — фельдмаршал фон Клейст).
У важких боях зростає досвід і вміння генерала Капітонова. Пройшовши всі фази війни — відступ і позиційну оборону, очолювані ним війська переходять в довгоочікуваний наступ, переламавши ситуацію на свою користь.
Осінь 1941. На підступах до Ростова танкам фон Лейнца був протиставлений потужний артилерійський заслін, який отримав назву «Дьяковська оборона». Капітонов розтягнув оборону на свідомо неактивних ділянках і посилив протитанковою зброєю передбачувані танконебезпечні ділянки фронту.
Весна 1942. Наступ німців на Харків. Генерал Лейнц таємно посилив своє угруповання свіжими дивізіями і, володіючи великою перевагою, атакував війська, що не встигли окопатися, в районі Ізюм-Барвінківського виступу.
Осінь 1942. Капітонов призначений командувачем нової резервної армії в районі Воронежа. Відразу після його прибуття на фронт починаються важкі бої, в результаті яких вдалося витіснити противника з-під Воронежа і відвоювати плацдарм на правому березі Дону.
Виконано наказ ставки — скувати резерви ворога, що рвався до Сталінграда. Але до загального успіху ще далеко, фон Лейнц знову захопив Ростов, прорвався до Північного Кавказу. Запеклі бої велися вже на Волзі.
19 листопада 1942 року почалася наступальна операція радянських військ у Сталінградській битві під кодовою назвою «Уран». Настав реальний перелом, навесні 1943 року наступ продовжено і тепер ніщо вже не зможе перешкодити прийдешній перемозі.

## У ролях
- Ігор Лєдогоров —  генерал Федір Михайлович Капітонов, командувач армією
- Володимир Осенєв —  генерал Евальд Пауль Людвіг фон Лейнц
- Юрій Волков —  Омелян Іванович Василенко, командир дивізії
- Юрій Волинцев —  Герасим Ксенофонтовіч Гущин, командир дивізії
- Шавкат Газієв —  політрук Анухаев
- Ольга Гобзєва —  молодший сержант Зіна Лукіна, зв'язкова
- Віктор Задубровський —  старший сержант Федоров
- Володимир Кашпур —  начальник розвідки
- Михайло Кислов —  старший лейтенант, командир групи винищувачів танків
- Ігор Класс —  Шляго, ад'ютант Капітонов
- Леонід Кулагін —  генерал СС
- Георгій Куликов —  начальник Генштабу
- Раїса Куркіна —  дружина Капітонова
- Іван Лапиков —  начальник штабу
- Павло Махотін —  генерал Лучинін, представник штабу фронту
- Віктор Павлов —  Василь Васильович Клинов, командир кавалерійської дивізії
- Зінаїда Славіна —  санінструктор Маша Воєводова
- Віктор Шульгін —  командувач фронтом
- Володимир Ліппарт —  солдат
- Олексій Преснецов —  Корняков
- Микола Сморчков —  шофер
- Зоя Василькова —  селянка
- Роберт Лігерс —  німецький полонений
- Вадим Захарченко —  офіцер
- Леонід Довлатов —  Карамян
- Борис Руднєв — «офіцер штабу Айдаров»

## Знімальна група
- Автори сценарію: Теодор Вульфович, Євген Габрилович, Марк Колосов
- Режисер-постановник: Теодор Вульфович
- Оператори-постановники: Генрі Абрамян, Самуїл Рубашкін
- Композитор: Мойсей Вайнберг
- Текст балади: Теодор Вульфович